# Улизко, Василий Иванович
Василий Иванович Улизко (1920, пос. Лидиевка, Юзовский уезд, Донецкая губерния — 1980, Талас) — организатор сельскохозяйственного производства, Герой Социалистического Труда (1966).

## Биография
Родился в поселке Лидиевка Юзовского уезда (ныне — в черте Кировского района Донецка).
Участник Великой Отечественной войны. Член КПСС с 1945 г. Образование незаконченное высшее.
После демобилизации работал председателем Грозненского сельского Совета в Киргизии, секретарем исполкома Кировского райсовета, с 1946 года — техническим секретарем и зав.отделом Кировского райкома партии.
С 1950 года — председатель колхоза «Талас» Кировского района. Ежегодно добивался увеличения продукции растениеводства и животноводства.
Депутат Верховного Совета СССР 6-8-го созывов. Член ЦК Компартии Киргизии.
Герой Социалистического Труда (22.03.1966).
Награждён орденами Октябрьской Революции, Трудового Красного Знамени, орденом Славы 3-й степени.
Проживал в городе Талас. Скончался в апреле 1980 года.
Его именем названы сельская школа и улица в Таласе.